# 山内吉郎兵衛
山内 吉郎兵衛（吉郎兵衞、やまうち きちろべえ、1849年10月4日〈嘉永2年8月18日〉 - 1927年〈昭和2年〉8月21日）は、日本の弁護士。政治家、衆議院議員（1期）。諱は春正。

## 経歴
備後国恵蘇郡本郷村(のち広島県比婆郡山内西村、現・庄原市)生まれ。国学と仏学を学ぶ。村吏、広島藩御用掛、戸長、学区取締、地租改正郡代議員、小区及び村総代、地租改正郡米価選定委員を経る。また、代言人となる。広島県会議員、同副議長、同議長、地方衛生委員、検疫委員を務めた。
1898年3月の第5回衆議院議員総選挙において広島9区からで自由党公認で立候補したが17票差で落選した。同年8月の第6回衆議院議員総選挙で憲政党から立候補して当選する。衆議院議員を1期務め、1902年の第7回衆議院議員総選挙は不出馬。1927年に死去した。